# Superbomolophilus
Superbomolophilus is een ondergeslacht van het geslacht van insecten Molophilus binnen de familie steltmuggen (Limoniidae).

## Soorten
Deze lijst van 9 stuks is mogelijk niet compleet.
- M. (Superbomolophilus) brumby (Theischinger, 1988)
- M. (Superbomolophilus) cooloola (Theischinger, 1992)
- M. (Superbomolophilus) froggatti (Skuse, 1890)
- M. (Superbomolophilus) gigas (Alexander, 1922)
- M. (Superbomolophilus) inelegans (Alexander, 1927)
- M. (Superbomolophilus) kunara (Theischinger, 1992)
- M. (Superbomolophilus) marriwirra (Theischinger, 1992)
- M. (Superbomolophilus) osterhas (Theischinger, 1994)
- M. (Superbomolophilus) undia (Theischinger, 1996)